# 布因峰
46°50′44″N 10°07′11″E / 46.84556°N 10.11972°E

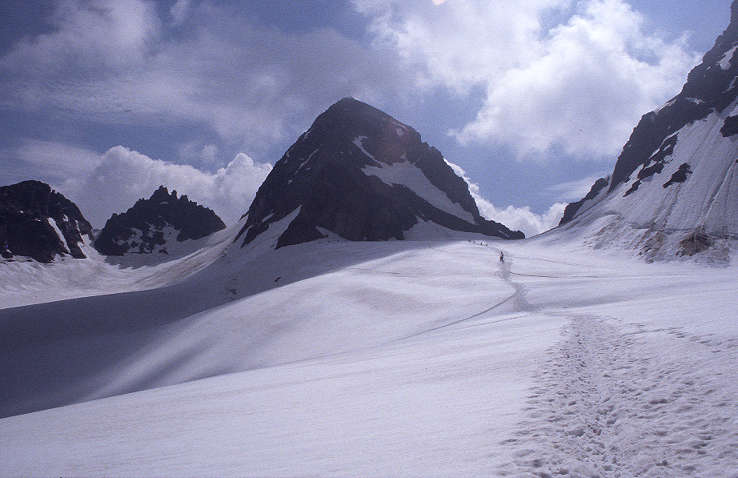

布因峰（德語：Piz Buin），是歐洲的山峰，位於奧地利和瑞士接壤的邊境，屬於錫爾夫雷塔阿爾卑斯山脈的一部分，海拔高度3,312米，人類在1865年7月14日首次登上該山峰。